# Marcel Fischer (cyclisme)
Pour l'escrimeur suisse, voir Marcel Fischer. Pour les homonymes, voir Fischer.
Marcel Fischer (né le 17 octobre 1987 à Büttgen, en Rhénanie-du-Nord-Westphalie) est un coureur cycliste allemand.

## Palmarès et résultats

### Palmarès par année
- 2006
  - 3e du championnat d'Allemagne de la montagne
- 2007
  - 2e étape de la Cinturón a Mallorca
  - 2e de la Cinturón a Mallorca
- 2014
  - Erzgebirgsrundfahrt
- 2015
  - Erzgebirgsrundfahrt
  - 2e du championnat d'Allemagne de la montagne
- 2016
  - 3e de l'Erzgebirgsrundfahrt
  - 3e du championnat d'Allemagne de la montagne
- 2017
  - 3e de l'Erzgebirgsrundfahrt

### Classements mondiaux
| Année           | 2006 | 2007 | 2008   | 2009   | 2010 | 2011 | 2012 | 2013 | 2014 | 2015   |
| --------------- | ---- | ---- | ------ | ------ | ---- | ---- | ---- | ---- | ---- | ------ |
| UCI Europe Tour | 810e | 354e | 1 077e | 1 079e |      |      |      |      |      | 1 087e |